# Dienis Abdullin
Dienis Maratowicz Abdullin (ros. Денис Маратович Абдуллин; ur. 1 stycznia 1985 w Magnitogorsku) – rosyjski hokeista.

## Kariera
- Mietałłurg Magnitogorsk 2 (2002-2005)
- Mołot-Prikamje Perm (2005)
- Traktor Czelabińsk (2005)
- Łada Togliatti (2005-2006)
- Mietałłurg Magnitogorsk (2006-2007)
- Nieftiechimik Niżniekamsk (2007)
- Łada Togliatti (2007-2008)
- HK MWD Bałaszycha (2008-2009)
- THK Twer (2009-2010)
- Amur Chabarowsk (2010)
- Mietałłurg Magnitogorsk (2010-2011)
- Awtomobilist Jekaterynburg (2011-2012)
- Ak Bars Kazań (2012-2013)
- Traktor Czelabińsk (2013-2014)
- THK Twer (2014-2017)
- Witiaź Podolsk (2014-2017)

Wychowanek Mietałłurga Magnitogorsk. Od lipca 2012 do października 2013 zawodnik Ak Barsu Kazań. Od października 2013 do października 2014 w Traktorze Czelabińsk. Od maja 2015 zawodnik Witiazia.

## Sukcesy
Klubowe
- Puchar Kontynentalny: 2006 z Ładą
- Pierwsze miejsce w Dywizji Charłamowa w sezonie regularnym: 2013 z Ak Barsem
- Pierwsze miejsce w Konferencji Wschód w sezonie regularnym: 2013 z Ak Barsem